# Sandra Bamford
Sandra C. Bamford (* 1962) je etnoložka a antropoložka působící na University of Toronto. Získala i titul Ph.D. na University of Virginia.
Zabývá se přístupem kmene Hamtai (Papua Nová Guinea) k biologii.

## Vybrané publikace
- Bamford, Sandra. 2007. Biology unmoored : Melanesian reflections on life and biotechnology. Berkeley : University of California Press